# Erlöserkirche (Leopoldau)

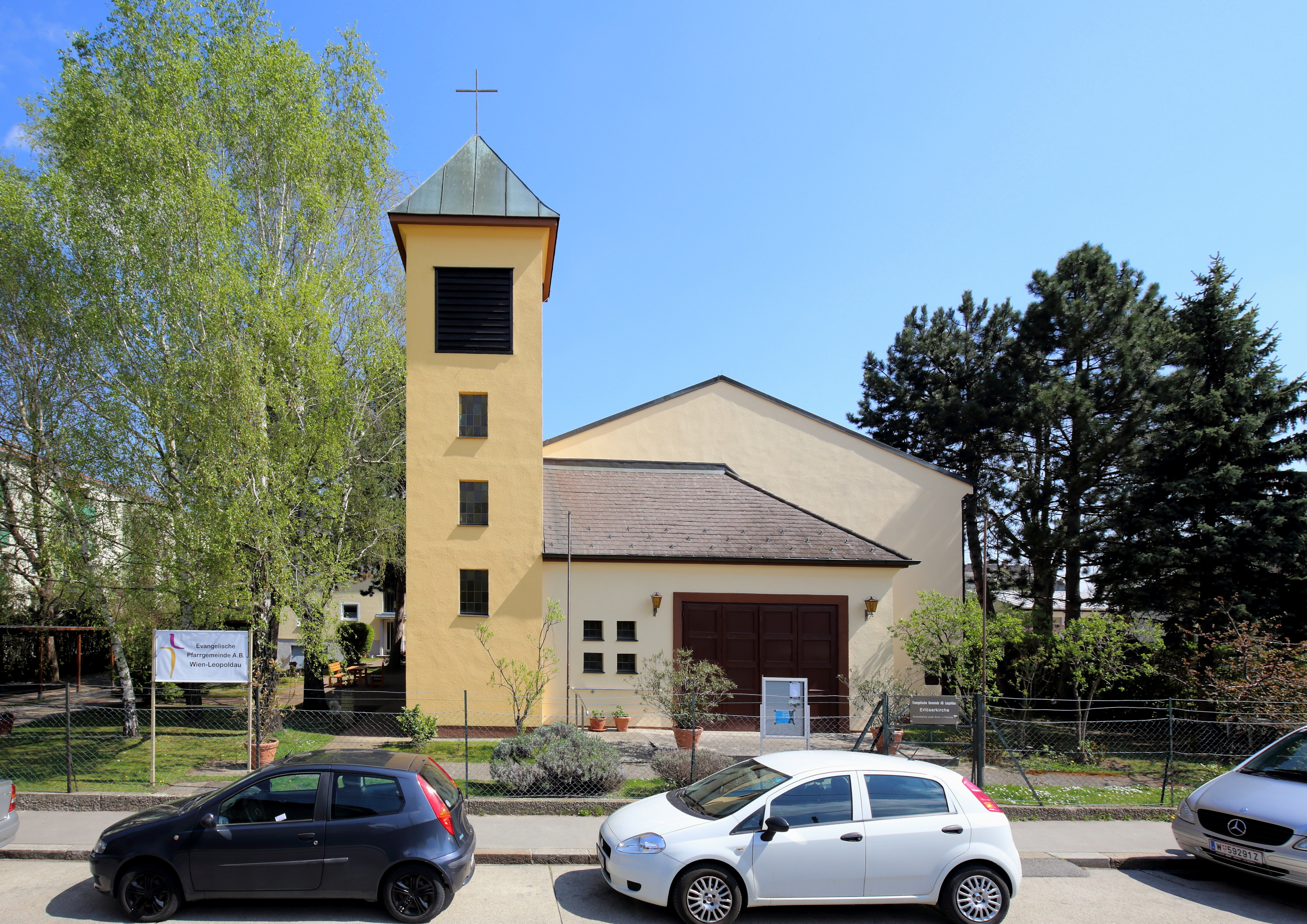
Erlöserkirche in der Kainachgasse

Die Erlöserkirche (ⓘ) ist ein evangelisch-lutherisches Kirchengebäude im Bezirksteil Leopoldau des 21. Wiener Gemeindebezirks Floridsdorf.

## Lage und Architektur
Das freistehende Kirchengebäude befindet sich an der Kainachgasse 39 in der Nordrandsiedlung, einer locker verbauten Siedlung am Stadtrand. Die Erlöserkirche weist unter einem Satteldach einen rechteckigen Grundriss auf. Im Westen besitzt sie eine Vorhalle und einen kleinen Glockenturm. Das zweigeschoßige Pfarramt schließt im Nordosten an den Kirchenraum an.

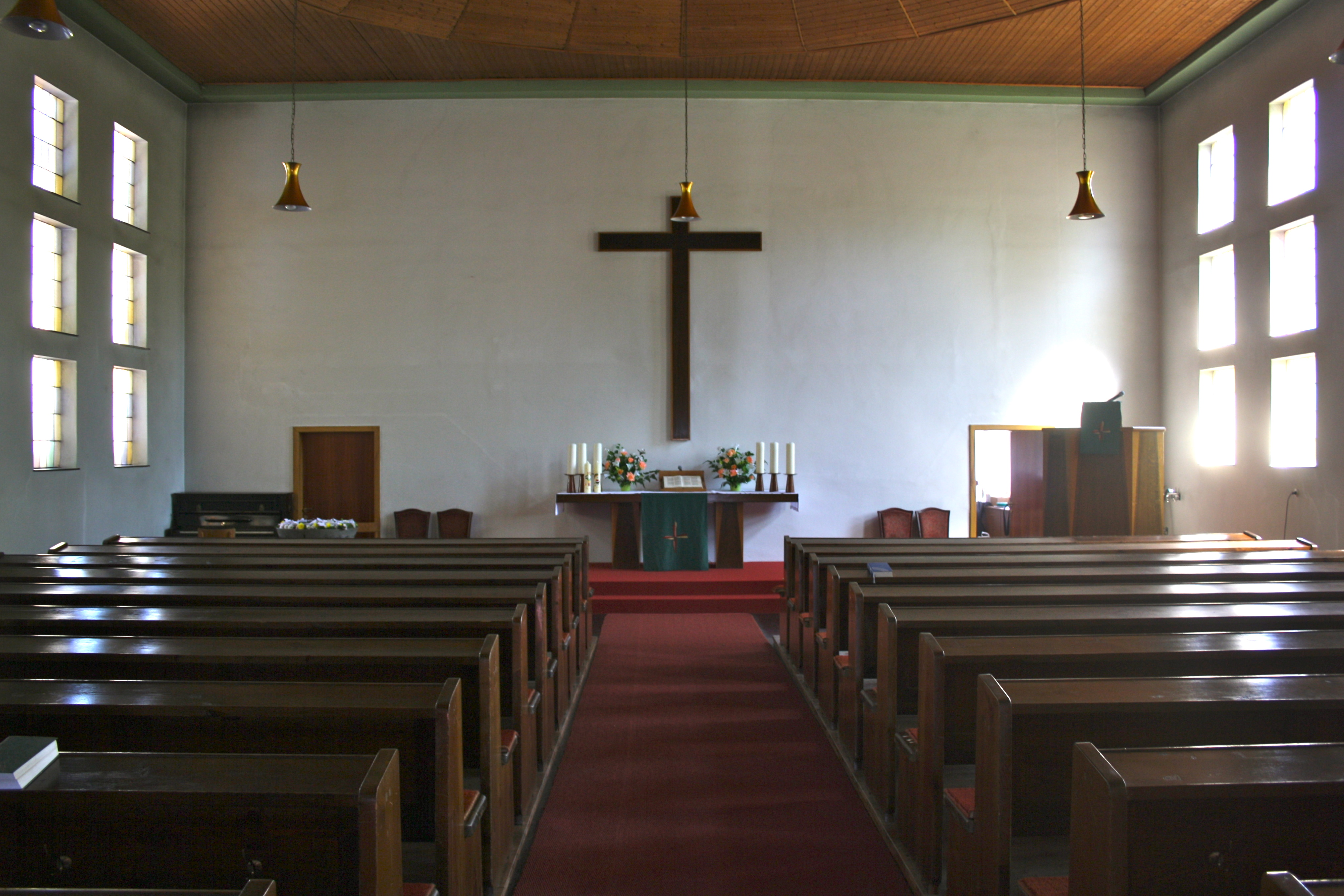
Innenansicht

Der Innenraum ist in West-Ost-Richtung ausgerichtet. Im Osten stehen der Altar, die Kanzel und das Taufbecken, während sich im Westen auf einer Empore die Pfeifenorgel befindet. Diese hat 11 Register, zwei Manuale und Pedal. Die Kirchenfenster an den Seitenfronten sind in Gruppen zu jeweils zwei mal drei Fenstern angeordnet.

## Geschichte
Die Erlöserkirche beheimatet die Pfarrgemeinde Leopoldau der Evangelischen Superintendentur A. B. Wien. Das Gebäude wurde von 1959 bis 1961 nach Plänen des Architekten Ernst Liebe erbaut. Der damalige Vikar Friedrich Preyer gestaltete den Altar, die Kanzel und das Taufbecken. Preyer war später Pfarrer in der Liesinger Johanneskirche, für die er mehrere Reliefs herstellte. Während die Einfamilienhäuser südlich und westlich der Kirche noch aus den 1930er Jahren stammen, wurden die Gemeindebauten auf den im Norden und Osten anschließenden Baugründen erst von 1967 bis 1969 errichtet. Bei einem Umbau im Jahr 1983 erhielt die Erlöserkirche eine leicht gewölbte Holzdecke. Im Glockenturm hängt eine Glocke (Ton: e’’), die von der Glockengießerei Grassmayr 1964 gegossen.